# Талмах

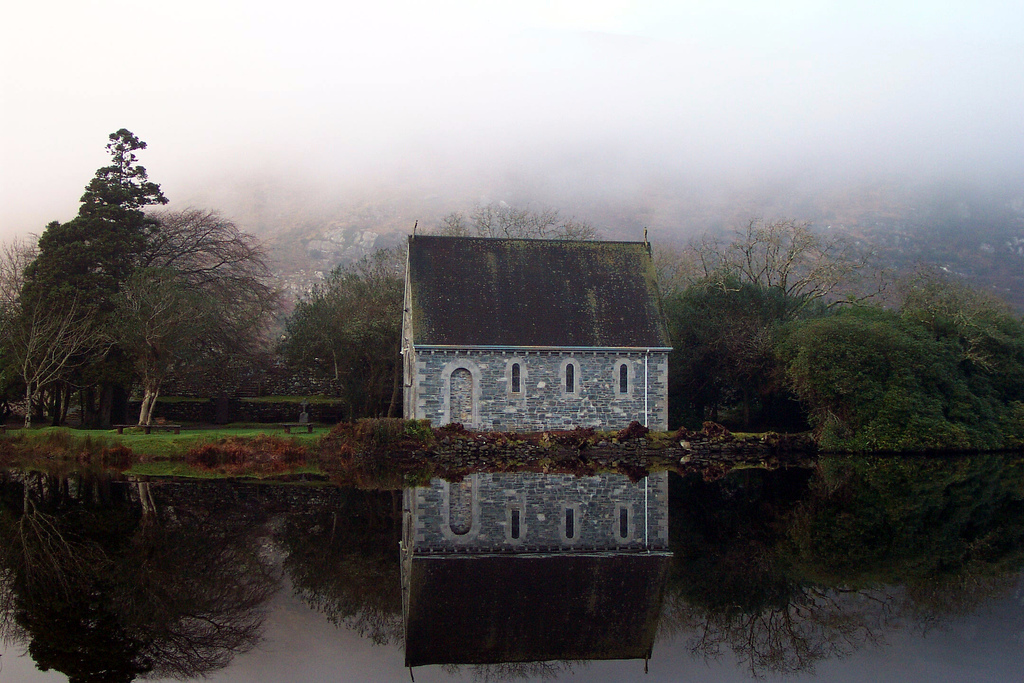
Церковь, построенная на острове у монастыря в конце XIX века

Талмах (VII век) — святой игумен с озера Эрк. День памяти — 14 марта.
Святой Талмах (Talmach) был учеником св. Финбара (Finbar, память 25 сентября), одного из двенадцати апостолов Ирландии, который подвизался в южной приморской части Ирландии. Он жил на озере Эрк (Lough Erc), где основал на острове монастырь, освящённый в честь его учителя.